# Хамбо, Вахид
Вахид Хамбо (фин. Vahid Hambo; род. 3 февраля 1995, Хельсинки) — финский футболист, нападающий клуба «Мариехамн».

## Карьера
Родился в Хельсинки, Финляндия. Выступал за местную команду ХИК, в это время был замечен скаутами «Сампдории», в которую Вахид перешёл в 2012 году, но выступление за итальянский клуб было омрачено травмами, и после двух лет выступления за команду контракт был расторгнут по обоюдному согласию, забив всего 1 раз в 23 играх.
После неудачного выступления в «Сампдории», Вахид вернулся на родину, в клуб «Ильвес», который выступал во втором финском дивизионе Юккёнене. Его игра поразила скаутов клуба «Интер» из Турку и они его купили. Его хорошее выступление продолжилось в «Интере», но большое количество травм не давало Вахиду много сыграть, всего 6 матчей. Несмотря на это, он был признан одним из лучших игроков «Интера».
Ещё не оправившись от травмы колена, Вахид подписал контракт с клубом Чемпионшипа «Брайтоном», в котором играет финский вратарь Ники Мяенпя. Руководство клуба заявило, что Хамбо начнёт играть за дубль, чтобы он прочувствовал английский футбол и оправился от травмы..
19 июля 2017 года Хамбо подписал контракт на полтора года с клубом «СИК».

### Международная
Хамбо являлся игроком молодёжной сборной Финляндии.